# Perrinton
Perrinton är en ort (village) i Gratiot County i Michigan. Vid 2010 års folkräkning hade Perrinton 406 invånare.
Orten hette ursprungligen Perrin men namnet ändrades till Perrinton för att undvika förväxling med en annan ort.